# (24911) Kojimashigemi
(24911) Kojimashigemi est un astéroïde de la ceinture principale.

## Description
(24911) Kojimashigemi est un astéroïde de la ceinture principale. Il fut découvert le 27 février 1997 à Kitami par Kin Endate et Kazuro Watanabe. Il présente une orbite caractérisée par un demi-grand axe de 2,32 UA, une excentricité de 0,07 et une inclinaison de 6,8° par rapport à l'écliptique.

## Compléments